# オグズライン
株式会社オグズライン (Auxline) は、株式会社メディアハウスホールディングス傘下の、テレビ番組の選曲・音響効果や音楽製作を行う制作プロダクションである。旧社名は、株式会社メディアハウスサウンドデザイン (media house sound design) といった。

## 沿革
- 1995年（平成7年）4月 - 株式会社メディアハウスのサウンドデザイン部より結成し、音響効果として事業開始。
- 2003年（平成15年）4月 - 株式会社メディアハウスのサウンドデザイン部から分社化に設立。
- 2008年（平成20年）4月 - 有限会社から株式会社へ商号変更。
- 2025年（令和7年）4月 - メディアハウスサウンドデザインから、オグズラインへ社名変更。

## 主な担当実績

### テレビ番組
※ 太字は現在放映中またはこれからの放映する予定。

### 映画
- 福耳-FUKUMIMI-
- 笑の大学
- 恋文日和
- 恋愛白書
- Tokyo Tower
- ニライカナイからの手紙
- 大停電の夜に
- Wanna be FREE!東京ガール
- アジアンタムブルー
- アキハバラ@DEEP
- ラストラブ
- R246 STORY
- ハンサム★スーツ
- サラリーマンNEO 劇場版